# Fler

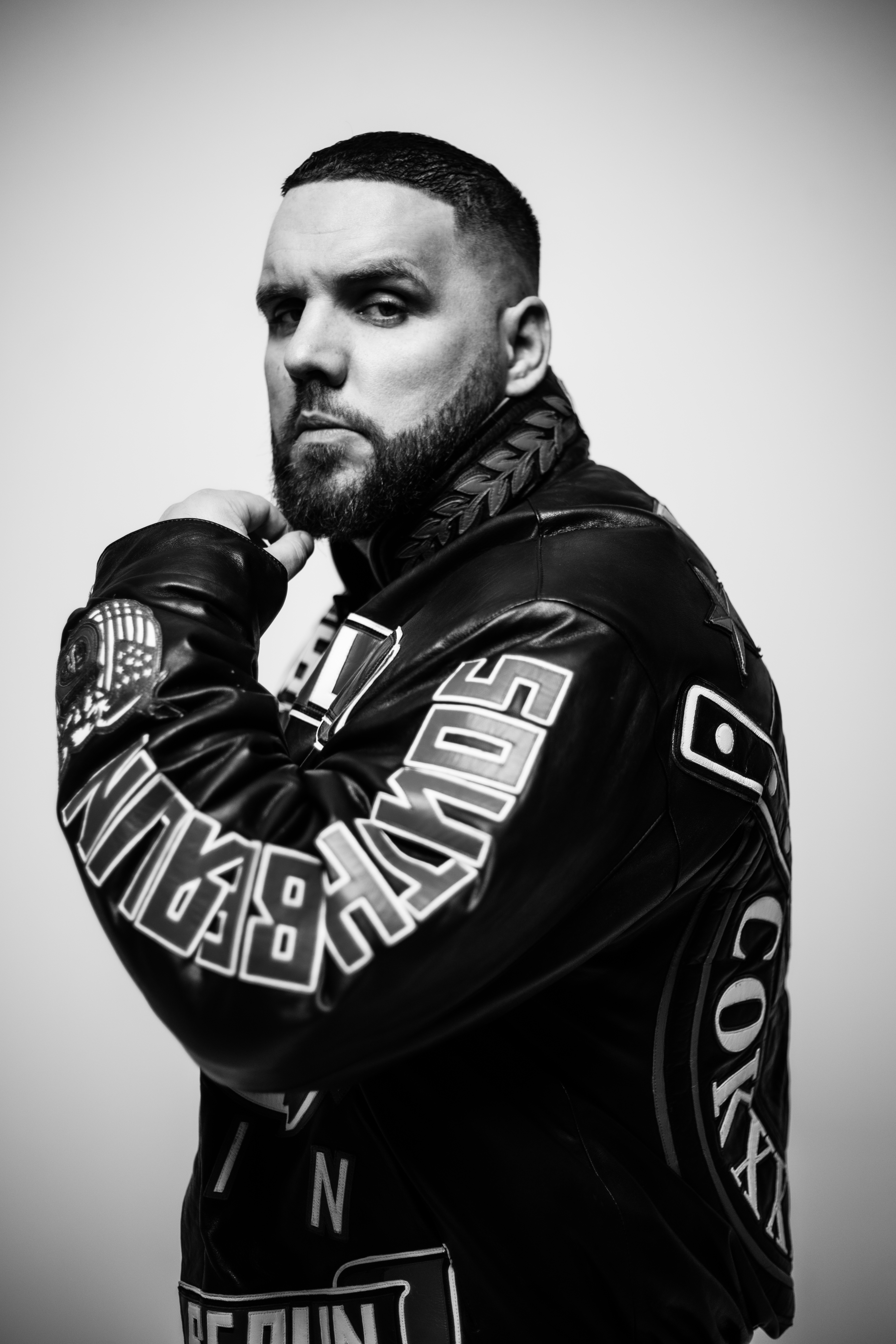
Fler, 2022

Fler (* 3. April 1982 in West-Berlin; bürgerlich Patrick Losenský, geb. Decker) ist ein deutscher Rapper und Songwriter. Er tritt auch, wie der verstorbene US-Rapper The Notorious B.I.G., unter dem Pseudonym Frank White (aus dem Film King of New York) auf. Fler war Gründer und Inhaber des Labels Maskulin.

## Leben

### Frühe Jugend
Fler wurde als Patrick Decker in Berlin geboren und wuchs in der Thermometersiedlung in Berlin-Lichterfelde auf. Sein Vater verließ die Familie, als er wenige Jahre alt war. Er nahm später den Familiennamen Losenský seines Stiefvaters an. Mit 15 Jahren kam er in psychotherapeutische Behandlung, später in ein Heim. Im Heim begann Decker eine Lehre als Maler und Lackierer, die er jedoch abbrach und in der er den Rapper Bushido kennenlernte. Zunächst machten sie sich in der Berliner Sprayer-Szene einen Namen. Für Decker bedeutete die Karriere als Rapper einen Ausweg aus Kleinkriminalität und finanziellen Schwierigkeiten.

### Karriere

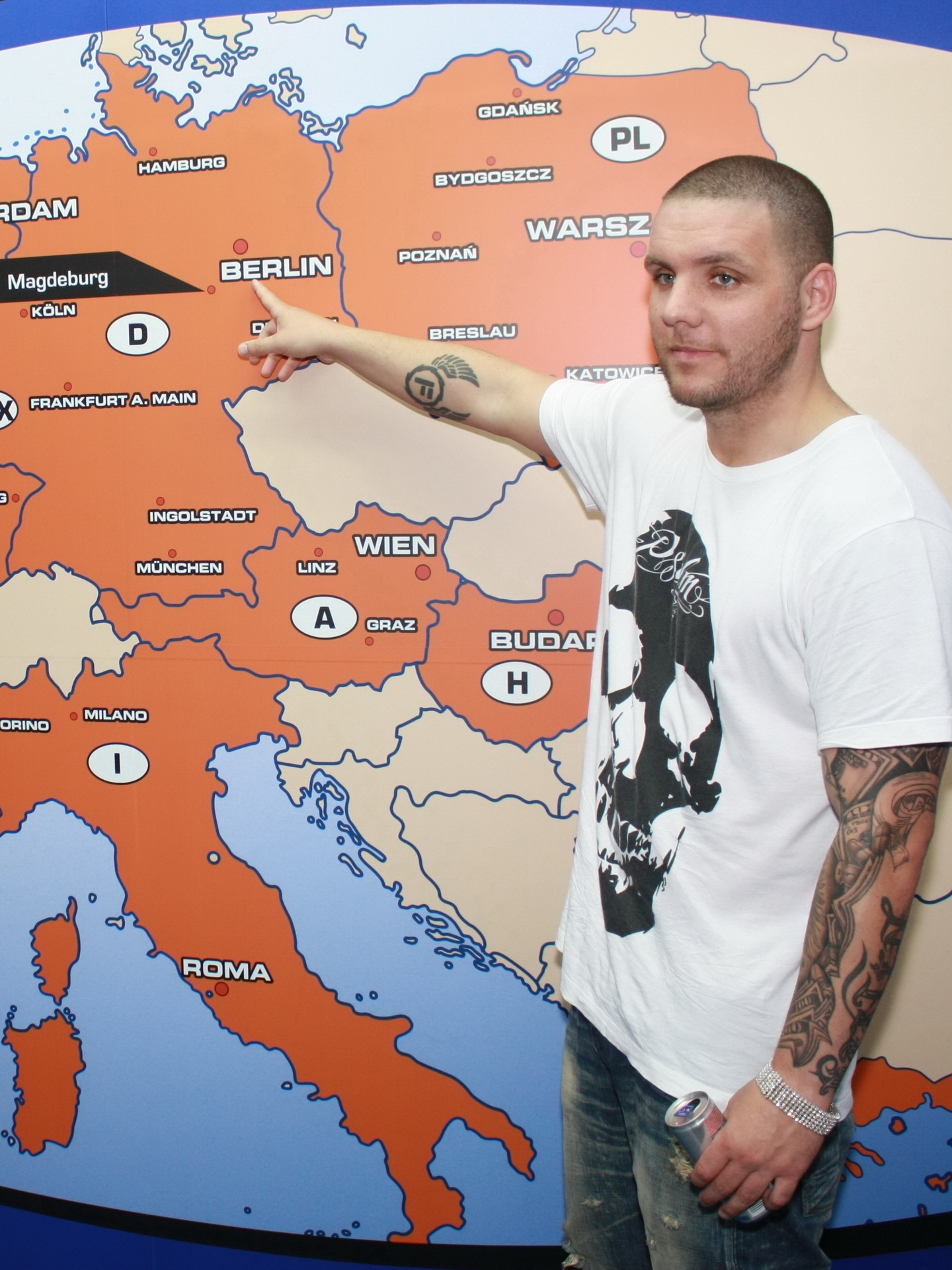
Fler, 2011

#### Anfänge mit Bushido und Debütalbum (2002–2005)
Bekannt wurde Fler ab 2002 durch seine Zusammenarbeit mit Bushido auf dem gemeinsamen Kollaborationsalbum Carlo Cokxxx Nutten (unter dem Pseudonym Frank White) und Bushidos Album Vom Bordstein bis zur Skyline. Im Oktober 2003 wurde er vom Berliner Hip-Hop-Label Aggro Berlin unter Vertrag genommen. Seine erste Single AggroberlinA (2004) stieg auf Platz 59 der deutschen Charts ein. Flers erstes Soloalbum Neue Deutsche Welle erschien am 1. Mai 2005 und stieg auf Platz 5 in die deutschen Albumcharts ein, in denen es sich 16 Wochen hielt. Die erste Single-Auskopplung war NDW 2005 und stieg auf Platz 9 der Charts ein. Eine Melodie sowie die Vocals des Refrains basieren auf Falcos Hit Rock Me Amadeus. Die zweite Single Nach eigenen Regeln mit dem Rapper G-Hot schaffte es auf Platz 22 der Charts. Mit seinem Track Identität bezieht er konkret Stellung zu den „Nazi-Vorwürfen“ (zum Beispiel „Ich bin kein Nazi, ich bin ein Deutscher mit Identität“ oder „Würden Nazis rappen, glaubt mir, wärn sie alle schon tot, ihr wollt jetzt irgendjemand ficken, fickt die NPD!“), erklärt, woher der Hass in seinen Liedern kommt, und weist weiterhin auf die seiner Meinung nach schizophrene Haltung der Gesellschaft hin, die seine Musik und die anderer verbieten wolle, aber Pornos und Quentin-Tarantino-Filme toleriere. Mitte 2005 rappt Fler auf der Single Jump, Jump (DJ Tomekk kommt) im Refrain und in der ersten Strophe über seinen Erfolg mit dem Album Neue Deutsche Welle. Der Song platziert sich auf Platz drei der Deutschen Charts. In dem Video spielen bekannte Hip-Hop-Größen wie DJ Tomekk, Harris und Sido mit. Es zählte damals zu den aufwendigsten und teuersten Musikvideos im deutschen Hip-Hop.

#### Trendsetterund weitere Veröffentlichungen (2006–2008)
2006 erschien das Album Trendsetter, das auf Rang 4 der Charts einstieg und sich dort elf Wochen hielt. Die Single Papa ist zurück erreichte Platz 23 der Charts und Cüs Junge Position 50. Chef (Clip & Klar) und Wir bleiben stehen erschienenen als Musikvideos. Am 2. Februar 2007 veröffentlichte Fler sein Mixtape Airmax Muzik. Sido kündigte zuvor in einem Interview an, dass auf dieser CD auf Angriffe zum Beispiel von Shok Muzik oder Bushido geantwortet werde. Zu dem Lied Was is Beef?, bei dem Fler von Sido und Alpa Gun unterstützt wird, wurde ein Video gedreht und im Internet veröffentlicht. Auch zu Das is los! mit Alpa Gun und Bass Sultan Hengzt wurde ein Video gedreht. Im April 2007 wurde die Airmax-Muzik-Tour von Aggro Berlin teilweise abgesagt. Grund war eine Erkrankung von Fler. Im Juli 2007 präsentierte der Rapper eine eigene New-Era-Cap-Kollektion, die in limitierter Auflage erschien. Am 25. Januar 2008 ist Flers drittes Soloalbum Fremd im eigenen Land erschienen. Fler erklärte in einem Interview im Vorfeld, dass er nach der Veröffentlichung von Neue Deutsche Welle und den Nazi-Vorwürfen bei Trendsetter mehr Wert auf Technik und Flow statt auf provokative Texte gelegt habe. Beim dritten Album wollte er nun beides vereinen.
Die erste Singleauskopplung Deutscha Bad Boy erschien bereits am 11. Januar. Torch, ehemaliger Rapper von Advanced Chemistry, reagierte mit Empörung auf die Enteignung des Namens der ersten Chemistry-Single. Auch der Verein Brothers Keepers griff Fler und Aggro Berlin kurz nach Veröffentlichung des Albums, ähnlich wie bei Neger Neger von B-Tight, an. Der Musiksender MTV kündigte bereits vor der Veröffentlichung des Liedes Deutscha Bad Boy an, das zum Lied entstandene Musikvideo aufgrund zweideutiger und deutschnationaler Texte nicht zu senden. Aus der Zusammenarbeit auf Fremd im eigenen Land entstand die Rapgruppe Südberlin Maskulin, zusammen mit Godsilla. Sie benannten sich nach dem gleichnamigen Lied auf dem Album. Der Name ist eine Reverenz an die Gruppe Westberlin Maskulin, die von 1997 bis 2000 aus Kool Savas und Taktloss bestand und als einer der Vorläufer des deutschen Battle-Rap gilt. Aus Südberlin Maskulin wurden Videos zu Wenn der Beat nicht mehr läuft und Was los? / Ich bin ein Rapper veröffentlicht. Das Kollabo-Album erreichte Rang 22 der Charts, was bis dahin Sillas beste und Flers schlechteste Chartplatzierung darstellte.

#### Ende von Aggro Berlin und musikalische Aussöhnung mit Bushido (2009–2010)
Kurz vor der Veröffentlichung seines Albums Fler trennte er sich von seiner Plattenfirma Aggro Berlin. Aus seinem vierten Album, das am 27. März 2009 erschien und auf Platz 10 der Charts einstieg, wurden Check mich aus und Ich sing nicht mehr für dich (feat. Doreen) als Singles veröffentlicht. Beide Singles schafften es in die Charts. So gelangte Check mich aus auf Platz 74 und Ich sing nicht mehr für dich auf Position 33. Ich sing nicht mehr für dich konnte sich neun Wochen in den deutschen Charts halten. Am 27. März 2009 wurde bekannt, dass sich Fler mit Bushido ausgesprochen hätte und persönliche Differenzen aus dem Weg geräumt worden seien. Bekannt wurde dies dadurch, da sich beide in der MySpace-Freundesliste jeweils als zweitbesten Freund eintrugen. Fler kündigte später indirekt einen Nachfolger von Carlo Cokxxx Nutten mit Bushido an, dazu unterschrieb er einen Autorenexklusivvertrag bei der Edition ersguterjunge der Universal Music Publishing Germany, blieb jedoch zunächst an kein Label vertraglich gebunden.
2009 erschien dann Carlo Cokxxx Nutten 2 und stieg auf Platz 3 der Albumcharts ein. Die dazu veröffentlichte Doppel-CD Eine Chance / Zu Gangsta erreichte Platz 26 der deutschen Charts und konnte sich da sieben Wochen halten. Zudem sind die zweiten Teile der Songs Zukunft und Zeiten ändern sich auf dem Album enthalten. Nachdem Fler im März 2010 seinen „Psalm-23-Shop“ in Berlin eröffnete, wo neben seinem eigenen Merchandise auch Kleidung von Flers Modelabel „Psalm-23“ vertrieben wird, veröffentlichte er im Juni 2010, ebenfalls über ersguterjunge, sein fünftes Soloalbum Flersguterjunge, das Position 4 der Charts erreichte. Die zuvor veröffentlichte Single Das alles ist Deutschland kam auf Platz 28 in den deutschen Singlecharts und hielt sich dort fünf Wochen. Zudem erschienen Schwer erziehbar 2010 und Mit dem BMW / Flersguterjunge als Musikvideos. Noch im selben Jahr, am 22. Oktober 2010, erschien das Crew-Album Berlins Most Wanted, das er gemeinsam mit Bushido und Kay One aufnahm und Platz 2 der Charts erreichte, was damals Flers bisher höchste Chartplatzierung darstellte. Die unter demselben Titel ausgekoppelte Single schaffte es auf Platz 31 der Charts, wo sie sich drei Wochen halten konnte.

#### Maskulin-Gründung, Bruch und musikalische Trendwende (2011–2013)

Logo seines 2011 gegründeten Labels Maskulin

Ende 2010 trennten sich die Wege von Fler und Bushido wieder. Ein Grund dafür wurde nicht genannt. Gerüchten zufolge soll die Versöhnung der Rapper Bushido und Sido dazu geführt haben. Anfang 2011 gründete Fler sein eigenes Independent-Label Maskulin. Ursprünglich sollte es Musik der Rapper Fler, Silla und Reason vermarkten. An Stelle von Reason wurde dann aber der Rapper G-Hot unter Vertrag genommen. Bald darauf erschienen die ersten Veröffentlichungen. Am 8. April 2011 erschien Flers sechstes Soloalbum Airmax Muzik II, das Position 6 der deutschen Charts erreichte und mithilfe von Groove Attack vertrieben wurde. Zuvor wurden die Singles Nie an mich geglaubt und Minutentakt veröffentlicht. Beide Singles konnten sich in den Charts etablieren. So erreichte Nie an mich geglaubt Rang 64 und Minutentakt Platz 60.
Im selben Jahr folgte sein bereits siebtes Album Im Bus ganz hinten, das ebenfalls über Maskulin erschien und mit Rang 3 die bis dahin höchste Platzierung eines Soloalbums von Fler erreichte. Die Single Spiegelbild schaffte es auf Position 38 der deutschen Charts. Des Weiteren wurden Videos zu den Songs Zeichen, Dirty White Boy und Freunde werden Feinde veröffentlicht. Zudem erschien das Musikvideo Geldregen / Immer noch kein Fan davon als Splitvideo. Am 28. Oktober 2011 wurde das von DJ Gan-G gemixte Mixtape Maskulin Mixtape Vol. 1 digital veröffentlicht. Auf dem Mixtape befinden sich Songs der Rapper Silla, Nicone, G-Hot, MoTrip und Fler selbst. Am 9. März 2012 folgte mit Südberlin Maskulin II in Zusammenarbeit mit Silla das Nachfolge-Album zum ersten Teil von 2008. Das Album erreichte Position 6 in den deutschen Charts. Als Vorbote zum Album wurde die Single Bleib wach / Pitbull ausgekoppelt, die sich auf Platz 79 in den Charts platzieren konnte. Das Album unterscheidet sich musikalisch relativ stark vom Vorgänger. Es werden mehrmals Auto-Tune-Effekte eingesetzt und thematisch sind auch Party-Songs wie Bleib wach und Jeden Tag Silvester enthalten.
2012 erschien das Maskulin Mixtape Vol. 2, das den zehnten Platz in den Compilation-Charts belegen konnte. Es wurde wie der Vorgänger von DJ Gan-G gemixt. Neben Fler selbst sind auch die Rapper G-Hot, Sentence, Nicone und Silla auf dem Mixtape. Fler verkündete, dass Im Bus ganz hinten sein letztes Soloalbum sein sollte. Diese Pläne wurden dann jedoch wieder verworfen und sein achtes Soloalbum Hinter blauen Augen erschien am 2. November 2012. Der Stil des Albums lehnt sich musikalisch an den Südstaaten-Rap/Crunk an und entfernt sich inhaltlich von den von Fler bekannten Gangsta-Rap-Texten. Dies brachte ihm besonders in Deutschland viel negative Kritik ein. Dennoch erreichte das Album Rang 3 der deutschen Albumcharts. Zuvor schaffte es die erste Singleauskopplung Nummer 1 auf Platz 92 in den deutschen Singlecharts. Es erschienen Musikvideos zu den Songs Nummer 1, Hinter blauen Augen, La Vida Loca und Du bist es wert. Die Videos zu Nummer 1 und Hinter blauen Augen wurden von Chris Macari gedreht. Die Regie zu La Vida Loca und Du bist es wert übernahm Smack Talk.
2013 erschien die Single Barack Osama, die sich inhaltlich wieder an den Gangsta-Rap anlehnt, als Vorbote zu seinem neunten Studioalbum Blaues Blut, das am 19. April 2013 erschien und in Deutschland, Österreich und der Schweiz die Top 10 der Albumcharts erreichte. Fler bezeichnete das Album als ersten Versuch, den sogenannten Südstaaten-Rap in der deutschen Hip-Hop-Szene zu integrieren. Eine Woche vor der Veröffentlichung des Albums erschien die zweite Single Pheromone. Das Musikvideo dazu wurde wegen darin enthaltener erotischer Szenen mehrmals von der Plattform YouTube entfernt. Weitere Videos erschienen zu den Songs Echte Männer und Chrome. Im September 2013 wurde das Maskulin Mixtape Vol. 3 veröffentlicht und erreichte Rang 8 in Deutschland. Im September 2013 gab es Gerüchte um eine Wiedervereinigung von Flers altem und geschlossenen Label Aggro Berlin. Diese Gerüchte wurden von Fler jedoch zurückgewiesen.

#### Zurück zu den Wurzeln (2014–2015)
Fler kündigte den Nachfolger seines Debütalbums für 2014 an. Zuvor gelangte er durch das Maskulin Mixtape Vol. 4 in die deutschen Albumcharts. Am 4. April wurde die Single Stabiler Deutscher veröffentlicht. Das Lied Hipster Hass erschien am 9. Mai 2014 als digitale Single. Am 27. Mai 2014 wurde der Track Kein Gold mit dem Rapper G-Hot im Internet zur Verfügung gestellt. Anfang Juni 2014 folgte, wieder mit G-Hot, der Titel Businessman. Das Album Neue Deutsche Welle 2 erschien am 5. September 2014. Es erreichte Rang 2 in den deutschen Albumcharts.
Am 6. Februar 2015 erschien Flers elftes Soloalbum Keiner kommt klar mit mir, das er unter seinem Pseudonym Frank White veröffentlichte. Es ist das erste Fler-Album, das Platz 1 der deutschen Charts erreichte. Noch im gleichen Jahr erschien am 11. September ebenfalls unter dem Pseudonym Frank White sein zwölftes Studioalbum Weil die Straße nicht vergisst, das Rang 2 belegte.
Im Dezember 2015 wurde die Kompilation Der Staat gegen Patrick Decker veröffentlicht, das ein Best-of-Album des Rappers darstellt und Lieder aus Flers gesamter bisheriger musikalischer Karriere von 2002 bis 2015 enthält.

#### Erneute Newschool-Ära und musikalische Aussöhnung mit Farid Bang (seit 2016)
Am 27. Mai 2016 erschien die EP Bewährung vorbei, in Anspielung auf das Ende von Flers Bewährungsstrafe. Aus dem im September 2016 erschienenen Album Vibe, das Platz 1 in den deutschen, österreichischen sowie Schweizer Albumcharts erreichte, wurden die Singles Unterwegs (feat. Sentino), Infrared, Lifestyle der Armen und Gefährlichen, Junge aus der City und Du hast den schönsten Arsch der Welt veröffentlicht. Letztere schaffte es auf Position 93 in den deutschen Singlecharts. Der Refrain enthielt ein Sample aus dem gleichnamigen Song von Alex C.
Am 30. Juni 2017 wurde dann das Kollaboalbum Epic zusammen mit dem bei Maskulin unter Vertrag stehenden Rapper Jalil veröffentlicht, das in Deutschland und der Schweiz Rang 1 der Albumcharts belegte. Die Vorab-Single Predigt chartete in allen drei deutschsprachigen Ländern. Zudem war Fler auf dem Bushido-Album Black Friday vertreten. Ihr gemeinsamer Song CCNDNA schaffte es ebenfalls in die Singlecharts. Rechtliche Schwierigkeiten bekam er im Oktober 2017, nachdem er im Zuge einer „Maskulin“-Modekollektion das Artwork des 1997er Rammstein-Albums Sehnsucht – es zeigte die Musikerköpfe weiß geschminkt und mit metallenen Apparaturen im Gesicht, die Fotos stammen von dem Künstler Gottfried Helnwein – auf Shirts drucken und von der früheren Freundin Till Lindemanns, Sophia Thomalla, vorführen ließ. Die Anwälte der Rammstein GbR untersagten ihm dies. Fler teilte daraufhin mit, er habe lediglich eine mündliche Zusage Lindemanns und Thomallas gehabt.
Fler hatte am 15. September 2017 sein neues Album Flizzy angekündigt, das schließlich am 23. März 2018 veröffentlicht wurde. Rick Ross, Azad und Flers zuvor langjähriger Erzfeind Farid Bang waren als Gastbeiträge vertreten. Die Titel Tag eins, AMG, Big Dreams, Pfirsich und der Opener Flizzy stiegen zudem in die Singlecharts ein. Da die Amazon-Box des Albums jedoch nicht für die Charts gewertet wurde, erreichte das Album „nur“ Rang 4 in den deutschen Albumcharts. Zur selben Zeit war Fler auf hiphop.de in einem gemeinsamen Interview mit dem Rapper Manuellsen zu sehen, wo sie unter anderem über ihren Beef und ihre darauffolgende Aussöhnung sprachen.
2018 gründete Fler die Modemarke Ghetto Sport by Maskulin.
Am 29. März 2019 erschien Flers 15. Soloalbum Colucci, dessen Singles Keinen wie mich, Gänsehaut und Sex Money Murder im Vorfeld die deutschen Charts erreichten. Der Rapper Mosenu, den Fler 2018 bei seinem Label Maskulin unter Vertrag nahm, ist gleich auf sechs Songs des Albums vertreten.
Am 20. März 2020 wurde Flers 16. Soloalbum Atlantis veröffentlicht, das die Chartspitze in Deutschland belegte. Auch die zugehörigen Singles Shirinbae, Fame, Noname (ein Disstrack gegen seinen ehemaligen Weggefährten Bushido), Grind und Lost erreichten allesamt die deutschen Charts.
Flers 17. Soloalbum Widder erschien am 26. März 2021 und belegte wiederum Platz eins der deutschen Charts.

## Konflikte mit Rappern
Fler ist bekannt dafür, häufig Beef, also in der Regel verbale Streitigkeiten, die zum Beispiel durch Beleidigungen („Disses“) auf Platten ausgetragen werden, mit anderen Rappern zu haben.

### Mit Bushido (2004–2009, 2014–2015, seit 2017)
2004 verließ Bushido Aggro Berlin und gründete sein eigenes Label Ersguterjunge, was zum Zerwürfnis zwischen Fler und Bushido führte. Es startete der deutschlandweit größte Beef zwischen den Labels Aggro Berlin und Ersguterjunge. Im Januar 2005 sorgte Fler durch seine Antwort auf Eko Freshs Diss-Track Die Abrechnung, in dem dieser hauptsächlich Kool Savas angriff, aber eben auch Fler, in der Szene für großes Aufsehen. In dem Track Hollywoodtürke greift Fler Eko Fresh, Royal Bunker und seinen ehemaligen Kollaborationspartner Bushido an. Von allen Seiten wurde geantwortet. Royal Bunker antwortete mit dem Track Wer? Fler? und Bushido mit dem Titel Flerräter, auf dem überraschenderweise Eko Fresh als Gast zu hören ist, obwohl Bushido ebenfalls auf Die Abrechnung von ihm angegriffen worden war.
Die Antwort von Fler ließ nicht lange auf sich warten, er führte den Beef mit dem Track Du Opfer fort, in dem auch sein Label-Kollege B-Tight zu hören ist. Dieser Disstrack war aber nur gegen Eko Fresh gerichtet, da Fler in dem Intro erklärte, den Streit mit Bushido klären zu wollen. Vermutungen, diese Battle-Tracks entstünden hauptsächlich zu Promotion-Zwecken, wiesen die Beteiligten zurück. 2008 erschien ein Track von Bushido und Kay One mit dem Titel S.I.D.O., in dem Sido und Aggro Berlin, darunter auch Fler, aber auch Alpa Gun und Silla angegriffen wurden.
Nach dem Weggang von Fler wurde das Label Aggro Berlin im Jahr 2009 aufgelöst. Zuvor hatten sich Fler und Bushido wieder vertragen. Später veröffentlichten sie das Kollabo-Album Carlo Cokxxx Nutten 2 (2009) und das Crew-Album Berlins Most Wanted (2010) mit Kay One.
Anschließend trennten sich die Wege von Fler und Bushido erneut, als Fler 2011 sein eigenes Label Maskulin ins Leben rief. Von 2014 bis 2015 folgten erneut gegenseitige Sticheleien über soziale Netzwerke sowie auf Tonträgern beider Rapper. Nach anschließenden Annäherungen kam es 2016 dann doch wieder zu zwei gemeinsamen Liedern („Attitude“, „CCNDNA“), bevor sich die Lage dann wieder verschärfte und es zu einem bis heute andauernden Kontaktabbruch kam, nachdem einige Personen aus Flers Umfeld – darunter Musik- und Videoproduzenten – von Bushido „abgeworben“ wurden und fortan für ihn und sein Label arbeiteten. Auf dem 2018 erschienenen Album Flizzy stichelte Fler mehrmals gegen Bushido, während der Gastmusiker Sinan-G namentlich gegen Bushido auf verbaler Ebene „schoss“. Fler erklärte danach jedoch in diversen Interviews, dass das Bushido-Thema für ihn endgültig „durch“ sei. Seitdem, vor allem seit Bushidos Trennung mit Capital Bra und Samra, eskalierte der Streit zwischen Fler und Bushido. In Instagram-Videos und Interviews beleidigt Fler seitdem des Öfteren Bushido und bezeichnet ihn unter anderem als „Ratte“, „Hund“ und „Parasit“, der jeden Tag „eklige Dinge“ machen würde. Nachdem sich Bushido Ende August 2019 nach längerer Pause wieder in der Öffentlichkeit meldete und das Album CCN4 ankündigte, erreichte der Konflikt zwischen beiden einen neuen Höhepunkt. Nebenbei „schoss“ Bushido mehrfach in Liedern gegen Fler. Fler antwortete im November 2019 mit dem „Disstrack“ Noname, der sich ausschließlich gegen Bushido und dessen Ehefrau Anna-Marie Ferchichi richtete.

### Mit Kollegah und Farid Bang (2009–2017)
Der Konflikt zwischen Fler und Kollegah und Farid Bang begann durch den Track Westdeutschlands Kings, der von Kollegah, Favorite und Farid Bang veröffentlicht wurde. Wenige Tage später folgte der von Fler, Silla und Kitty Kat aufgenommene Disstrack Früher wart ihr Fans, indem die drei Interpreten ihren Gegnern vorwerfen, nur um „Werbung für den Sampler“ zu machen, gedisst zu haben.
Die Disstracks Fanpost von Kollegah sowie Schrei nach Liebe von Fler erschienen noch im selben Jahr. Kritisiert wurde eine von Kollegah gerappte Zeile in dem Song Fanpost, in der er sich abwertend über Sillas Mutter äußerte: „Wer bist du Godsilla? Ich ficke deine Hurenmutter quer durch ihr Wohnzimmer“. Kurz vor der Veröffentlichung des Albums Jung, brutal, gutaussehend 2 im Jahr 2013 entschuldigte sich Kollegah jedoch für die Zeile gegen Silla.
Farid Bang veröffentlichte im Jahr 2010 mit den Disstrack Stress ohne Grund, der sich musikalisch an das im Jahr 2002 veröffentlichte Lied Carlo Cokxxx Nutten von Fler anlehnt. Zudem stichelte er auf dem Album Asphalt Massaka 2 oft gegen Fler. Letzterer antwortete 2011 durch den Song Südberlin auf Bewährung, in dem er auch Kollegah angriff. Außerdem veröffentlichte er 2012 mit Silla das Lied Geh beiseite, das ebenfalls Angriffe gegen Farid Bang und Kollegah beinhaltet.
Auf dem Album Jung, brutal, gutaussehend 2, was 2013 von Kollegah und Farid Bang veröffentlicht wurde, stichelte Farid Bang wieder gegen Fler. Auf dem im selben Jahr veröffentlichten Album Blaues Blut antworteten die Rapper Fler, Silla und Jihad auf die Sticheleien von Farid Bang. Zudem veröffentlichte Fler den Disstrack Mut zur Hässlichkeit, in dem er Farid Bang und Kollegah disste.
Anfang Januar 2014 betitelte Farid Bang Fler mehrmals öffentlich als „Hurensohn“. Fler gab daraufhin öffentlich seinen angeblichen Wohnsitz bekannt, bot Farid an, die Auseinandersetzung „eins gegen eins“ zu lösen und drohte ihm, „du wirst nach diesem Kampf im Krankenhaus liegen“. Als Reaktion darauf gab Farid Bang an, „einfach mal bald“ bei Fler „vorbei“ zu kommen. Wenige Tage später bot Farid Bang ihm an, die „Scheurenstrasse“ in Düsseldorf aufzusuchen.
Ende Januar 2014 beendeten Farid Bang und Fler ihren „Beef“ öffentlich. Beide gaben jedoch an, ihre in der Vergangenheit aufgenommenen Tracks trotzdem veröffentlichen zu wollen. Einen Tag zuvor hatte Kollegah seinen „Beef“ mit Maskulin für beendet erklärt.
Ende Juli stichelte Farid Bang wieder gegen Fler, mit der Aussage, er würde sich auf der Foto-Sharing-Plattform Instagram sogenannte Follower kaufen. Wenig später veröffentlichte Farid Bang einen verfälschten Chatverlauf, in dem Fler angeblich seinen Labelkollegen Silla beleidigt habe. Nachdem sich Farid Bang abwertend über ein Foto, auf dem Fler mit seiner Lebensgefährtin zu sehen war, äußerte, eskalierte der verbale Streit erneut.
Am 2. September 2016 hat Kollegah Fanpost 2 veröffentlicht. Nur 15 Minuten nach Veröffentlichung wurde es per einstweiliger Verfügung gelöscht. Auf dem Track behauptete Kollegah, Fler sei als Jugendlicher vergewaltigt worden. Obwohl diese Geschichte nachweislich falsch ist, wurde Fler fortan von zahlreichen anderen Personen mit Anspielungen darauf gedisst, unter anderem von Bushido, von Animus, von Bonez MC und der 187 Strassenbande, vom Rapper Diverse, von Jan Böhmermann und von Capital Bra.
Am 9. Juni 2017 veröffentlichten sowohl Fler als auch Farid Bang ein gemeinsames Foto und erklärten den jahrelangen „Beef“ für beendet. 2018 und 2019 veröffentlichten Farid und Fler jeweils einen gemeinsamen Song. Anfang 2020 erschien mit Public Enemies (Farid Bang feat. Fler & Kollegah) zudem der erste Song von Fler mit Kollegah.

### Mit Sido (2010–2017)
Nach der Versöhnung von Fler und Bushido änderte Sido die Zeile aus dem Song Mein Testament. Anfangs lautete die Zeile: „Fler bekommt meine drei Goldenen Platten, egal was alle sagen, du standest nie unter meinem goldenen Schatten“. Auf seinem 2010 veröffentlichten Album MTV Unplugged Live aus’m MV war dann folgende Zeile zu hören: „Fler bekommt nichts. Tja, da muss ich euch enttäuschen. Er hat doch alles was er braucht bei seinen neuen Freunden“.
Noch im selben Jahr veröffentlichte Fler den Song Erst Ghetto, dann Promi, auf dem er mit Sido abrechnete. Zudem wurden in den folgenden zwei Jahren die Lieder Alles gefickt und Ich und keine Maske Flavour von Fler veröffentlicht, auf denen er Sido angriff. Sidos Zeile aus dem Song Mein Testament wurde anschließend bei Auftritten mehrmals geändert.
Der „Beef“ gilt offiziell als beendet, seitdem der Rapper Mortel im Oktober 2017 für sein Mixtape Racaille gemeinsam mit Sido und Fler den Song Nie mehr broke aufnahm.

### Mit der 187 Strassenbande (seit 2018)
Mit den Rappern LX, Gzuz und Bonez MC von der 187 Strassenbande trägt Fler seit 2018 einen „Beef“ aus. Im Juli 2018 sagte Gzuz in einem Video zu einem Mädchen, das ein Shirt von Flers Modemarke Maskulin trägt, dass er ihre Augen schön finde, aber das Shirt überhaupt nicht gehe und „scheisse“ sei. Fler reagierte darauf und seitdem folgen hin und wieder Sticheleien von beiden Seiten. 2019 führte die verbale Auseinandersetzung zwischen Bonez MC und Fler im Internet dazu, dass Bonez MC Fler zu einem Boxkampf, der in der Hamburger Kneipe Zur Ritze stattfinden sollte, aufforderte. Fler zeigte sich bereit, mit Bonez MC zu kämpfen. Der Kampf kam aber nicht zustande, weil beide unterschiedliche Vorstellungen hatten, wie der Kampf ausgetragen werden sollte. Fler wollte als Beweismittel Kameras dabei haben, die den Kampf filmen. Bonez MC lehnte dies ab und wollte die Auseinandersetzung nicht öffentlich machen.
Innerhalb der Rapcommunity entstand ein Meme daraus, dass wenn zwei Personen sich streiten, diese doch in der „Ritze“ ihre Probleme klären sollen.

### Mit Manuellsen (2014–2017, seit 2020)
Anfang 2014 veröffentlichte Fler den Disstrack Junge mit Charakter, in dem er seinen ehemaligen Schützling Nicone als seinen „Bimbo“ bezeichnete. Daraufhin äußerte sich Nicone in seinem Antwort-Track Fanpost 2 beleidigend über die Frau von Fler. Später sorgte ein Screenshot eines Chatverlaufs für Aufsehen, indem Fler Nicone als „Nigga“ betitelte. Anschließend veröffentlichte der Rapper Manuellsen eine Videobotschaft, in der er Fler verbal attackierte. Letztendlich habe man dann telefoniert und ein gutes Ende gefunden, wie beide Rapper in diversen Interviews erzählten. Anfang 2018 waren beide in der YouTube-Sendung „#DerDiisch“ auf hiphop.de zu Gast und sprachen unter anderem auch nochmal über dieses Thema – dieses Mal in harmonischer Art und Weise. In den Jahren darauf kamen sich Manuellsen und Fler immer näher und waren auch in Kontakt. Manuellsen meinte Anfang 2020 zudem, dass er sich ein gemeinsames Album mit Fler vorstellen könnte. Nachdem Fler Ende März 2020 „Beef“ mit den Künstlern von Bantu Nation hatte, stellte sich Manuellsen jedoch auf die Seite der Bantu Nation und „schoss“ gegen Fler. Auf die Sticheleien von Manuellsen reagierte Fler bisher noch nicht.

### Mit ehemaligen Maskulin-Künstlern (seit 2013)
Fler hat bis heute immer wieder großen „Beef“ mit so gut wie allen ehemaligen Künstlern seines Labels Maskulin sowie Künstlern, die dem Label nahe standen, in dessen Umfeld agierten und Songs mit Fler veröffentlichten. Zu diesen Künstler zählen Nicone, Animus, Silla, Sentino, Mortel, Jalil und Mosenu. Bis auf den Streit mit Nicone sind alle „Beefs“ noch nicht beendet.
Ende März 2020 eskalierte durch eine Disszeile von Fler gegen Jalil („Im Apple Store warst du ein Slave, bei mir dann Django Unchained“) der zuvor von beiden Seiten für beendet erklärte „Beef“ zwischen Fler und Jalil erneut. Der Grund für die Zeile soll laut Fler gewesen sein, dass Jalil damit gedroht habe, andere Leute auf ihn zu schicken, was er bis heute nicht vergessen habe und womit dieser eine Grenze überschritten haben soll. Jalil verneinte dies und widersprach dieser Darstellung. Fler ging in einem Interview auch auf die Rassismusvorwürfe gegen ihn, die auch von Jalil kamen, ein und bestritt, dass die Line rassistisch gemeint war. Er sagte unter anderem auch, dass doch kein „weißer Rapper“ dunkelhäutige Rapper so gepusht hätte wie er, und nannte dabei neben Jalil auch Mortel und die Bantu Nation (das Label um den Rapper Sugar MMFK) als Beispiel, woraufhin der Konflikt zwischen letzteren Rappern und Fler neu entflammte. Der Rapper Manuellsen bezog in diesem „Beef“ Stellung für die Bantu Nation und gegen Fler. Einige Tage später veröffentlichte zudem Sentino auf Instagram einen Disstrack gegen Fler.

## Weitere Kontroversen

### Konflikte mit dem Gesetz
Fler ist insgesamt 13 Mal rechtskräftig wegen Straftaten verurteilt worden. Bei den betreffenden Delikten handelt es sich unter anderem um Körperverletzung, Bedrohung, Sachbeschädigung, Beleidigung und uneidliche Falschaussage. Wegen seiner Vorstrafen wurde Fler in der Vergangenheit eine Einreise in die USA verweigert. Ende 2014 veröffentlichte Fler auf seiner Facebook-Seite sein polizeiliches Führungszeugnis, das diverse Eintragungen enthielt.
Ende 2019 beschimpfte er Polizisten während einer Polizeikontrolle und bezeichnete sie mehrfach als „Fanboy“ oder „Schwanz“. Ein Video dazu landete im Netz und sorgte für ein großes Medienecho. Fler wurde unter anderem seitens der Medien und im Netz vorgeworfen, er habe keinen Respekt vor Polizisten. Fler verneinte dies jedoch und sah sich im Recht. In einem Instagram-Livestream sowie Interview nahm er dazu Stellung und erklärte, dass es bereits eine lange Vorgeschichte zwischen ihm und der Berliner Polizei gebe und bezeichnete dieses und andere Vorgehen der Berliner Polizei gegen ihn als „Schikane“. Die Polizei Berlin machte sich wegen dieses Vorfalls auf Twitter mit einer abgewandelten Textzeile von Rapper Bushido über Fler lustig. Dies ist vor allem deswegen bemerkenswert, da Bushido Beef mit Fler hat.
Am 10. März 2020 wurde Fler wegen Raub und Körperverletzung kurzfristig festgenommen, weil er ein Kamerateam von RTL, das ihn aufgrund des Streits zwischen ihm und einigen „Feministinnen“ befragen wollte, angegriffen und Teile der Kamera gestohlen haben soll. Fler widersprach der Darstellung von RTL. Laut seiner Version wollte er kein Interview führen und habe mehrmals die Reporterin gebeten, ihn und seine Freundin nicht zu filmen. Da diese seiner Forderung nicht nachkam, habe er die Kamera zu Boden geschlagen, worauf ihn zwei Reporter angegriffen haben und so eine Schlägerei ausgelöst wurde.
Am 3. März 2021 verurteilte das Amtsgericht Tiergarten (Berlin) Fler zu einer Haftstrafe von zehn Monaten, die zur Bewährung ausgesetzt wurde. Behandelt wurden insgesamt 17 Vorwürfe. Der Amtsrichter wertete die meisten Taten zwar als „Bagatellkriminalität“, Losenskys Verhalten einem Journalisten gegenüber aber als ein „absolutes No-Go“. Der Rapper hatte, weil ihm ein Artikel nicht gefiel, dem Autor einen „Hausbesuch“ angedroht.

### Vorwurf der Frauenfeindlichkeit
Fler wurde von Medien und einzelnen Personen bereits mehrfach Frauenfeindlichkeit und Sexismus in seinen Liedern vorgeworfen. Im Jahr 2013 äußerte sich Fler despektierlich, nachdem seine ehemalige Lebensgefährtin, die Radiomoderatorin Sophia Dinu, Nacktfotos im Magazin Playboy veröffentlicht hatte. Er beschimpfte sie öffentlich als „Vollblutschlampe“. Zuvor hatte er sie bereits in den Liedern Komm klar, Spaßt! und Alles gefickt verunglimpft. In einem 2013 veröffentlichten Interview erklärte er, bei der Produktion des Videoclips zu seinem Stück „Pheromone“, in dem er mit zwei nackten Mädchen im Bett zu sehen ist, habe man „auch viel Wert darauf gelegt, dass die Mädels da gut bei weg kamen“.
Im März 2020 kam es über soziale Medien zu einem Streit zwischen Fler und einigen Personen. Hintergrund ist eine Kampagne der feministischen Menschenrechtsorganisation Terre des Femmes. In einem Video lasen einige Frauen Rapzeilen von unterschiedlichen Rappern vor, die laut der Organisation sexistisch und problematisch seien, darunter auch die Rapzeile „Will keine Frauen, ich will Hoes, sie müssen blasen wie Pros“ aus Fler‘s Lied Fame. Nachdem eine Feministin, die im Video zu sehen war, Fler kritisierte und ihn dabei via Instagram verlinkte, entwickelte sich ein Streit zwischen Fler und der Frau mit gegenseitigen Beleidigungen. Fler setzte zudem 2000 Euro als Belohnung für den Fall, dass jemand die Frau zu ihm „ranbringe“, aus. Es ist nicht das erste Mal, dass Fler diese Art von Kopfgeld auf jemanden aussetzt. Nachdem sich der Comedian Shahak Shapira eingeschaltet hatte und sich ein Streit zwischen beiden entwickelte, drohte Fler diesem unter anderem Gewalt an.

### Haltung gegenüber Deutschland
Bereits für sein Debütalbum bekam Fler Kritik, da auf seiner ersten Veröffentlichung patriotische Texte zu hören waren. Es wurde ihm vorgeworfen, mit neonazistischem Gedankengut zu kokettieren. Dies resultierte aus Texten wie „Das ist Schwarz-Rot-Gold, hart und stolz“ (aus: Neue Deutsche Welle), verschiedenen Symbolen wie dem Bundesadler in seinen Videos sowie seiner Selbststilisierung als deutsche Minderheit im Hip-Hop.
Fler selbst zeigte sich bestürzt auf Grund der Vorwürfe und erklärte, dass er auf keinen Fall ein Neonazi sei, er solche Menschen verabscheue und weiterhin nichts mit ihnen zu tun haben möchte. Dazu äußerte er sich unter anderem in einem 2013 erschienenen Interview:

„Die Nazi-Vorwürfe kamen damals vom Stern und vom Spiegel durch diese Ahnungslosigkeit. Die Leute haben keinen Plan vom Rap, die haben keinen Plan aus welchem Umfeld ich komme, die wissen nicht, dass ich mit 90 Prozent Ausländern in meinem Freundeskreis zu tun habe. […] Die Leute haben das natürlich in den falschen Hals bekommen. Die haben halt einen jungen Typen gesehen mit einer Deutschlandfahne, wie er rappt ‚Neue deutsche Welle‘ und da kam dann gleich der Nazi-Bezug.“

Außerdem erläuterte er seine Stellung als Patriot in Deutschland:

„Deutschland ist für mich, wenn es darum geht, ein riesen Problemkind. Die Leute sollten sich mehr darüber Gedanken machen, wie man nach vorne blickt und warum es nicht in Ordnung ist, dass man im Video keine deutsche Fahne zeigen darf. Weil das ist das Normalste von der Welt. […] Ich war lange Zeit in Amerika und von den Deutschen wird nur gut gesprochen, aber die Deutschen reden von sich selbst nie gut. Da bin ich traurig drüber, dass Deutschland sich nicht selber auf die Schulter klopft und sagt, wir sind ein gutes Land, lasst uns das mal mehr feiern. Es geht hier viel um dieses schlechte Gewissen.“

Anfang 2013 erklärte er, in die Vereinigten Staaten auswandern zu wollen. Er gab an, bereits eine Green Card zu besitzen. Die Auswanderung scheiterte jedoch aufgrund seiner dreijährigen Bewährungsstrafe.

## Stil
Zu Flers anfänglichen Vorbildern zählten Mobb Deep, 50 Cent, Lunatic, The Game, Eminem und Juelz Santana. Seit 2012 orientiert er sich teilweise auch am sogenannten Südstaaten-Rap, wobei er sich dabei verstärkt auf die Genres Trap und Crunk konzentriert. Zu den Vorbildern dieses Stils zählen neben Booba, Rick Ross und French Montana auch Rapper wie 2 Chainz, Birdman und Lil Wayne.
Themen seiner Texte sind neben den typischen Gangsta- und Battle-Rap-Inhalten auch seine Einzelgänger-Attitüde sowie sein Leben in Berlin. Zudem widmet er sich teilweise auch Texten über seine Vergangenheit oder auch über Reichtum und Luxusgüter.

## Diskografie
Studioalben

| Jahr | Titel                          | Höchstplatzierung, Gesamtwochen, AuszeichnungChartplatzierungen (Jahr, Titel, Platzierungen, Wochen, Auszeichnungen, Anmerkungen) | Höchstplatzierung, Gesamtwochen, AuszeichnungChartplatzierungen (Jahr, Titel, Platzierungen, Wochen, Auszeichnungen, Anmerkungen) | Höchstplatzierung, Gesamtwochen, AuszeichnungChartplatzierungen (Jahr, Titel, Platzierungen, Wochen, Auszeichnungen, Anmerkungen) | Anmerkungen                                               |
| Jahr | Titel                          | DE | AT | CH | Anmerkungen                                               |
| ---- | ------------------------------ | --- | --- | --- | --------------------------------------------------------- |
| 2005 | Neue Deutsche Welle            | DE5 (16 Wo.)DE | AT28 (8 Wo.)AT | CH68 (1 Wo.)CH | Erstveröffentlichung: 2. Mai 2005                         |
| 2006 | Trendsetter                    | DE4 (11 Wo.)DE | AT21 (7 Wo.)AT | CH44 (2 Wo.)CH | Erstveröffentlichung: 23. Juni 2006 Verkäufe: + 30.000    |
| 2008 | Fremd im eigenen Land          | DE7 (6 Wo.)DE | AT17 (4 Wo.)AT | CH25 (4 Wo.)CH | Erstveröffentlichung: 25. Januar 2008 Verkäufe: + 20.000  |
| 2009 | Fler                           | DE10 (6 Wo.)DE | AT14 (6 Wo.)AT | CH36 (5 Wo.)CH | Erstveröffentlichung: 27. März 2009 Verkäufe: + 20.000    |
| 2010 | Flersguterjunge                | DE4 (4 Wo.)DE | AT8 (2 Wo.)AT | CH12 (3 Wo.)CH | Erstveröffentlichung: 11. Juni 2010                       |
| 2011 | Airmax Muzik II                | DE6 (5 Wo.)DE | AT7 (4 Wo.)AT | CH9 (4 Wo.)CH | Erstveröffentlichung: 8. April 2011                       |
| 2011 | Im Bus ganz hinten             | DE3 (5 Wo.)DE | AT9 (4 Wo.)AT | CH7 (5 Wo.)CH | Erstveröffentlichung: 16. September 2011                  |
| 2012 | Hinter blauen Augen            | DE3 (2 Wo.)DE | AT10 (2 Wo.)AT | CH11 (2 Wo.)CH | Erstveröffentlichung: 2. November 2012                    |
| 2013 | Blaues Blut                    | DE3 (3 Wo.)DE | AT5 (3 Wo.)AT | CH7 (3 Wo.)CH | Erstveröffentlichung: 19. April 2013                      |
| 2014 | Neue Deutsche Welle 2          | DE2 (4 Wo.)DE | AT6 (2 Wo.)AT | CH3 (4 Wo.)CH | Erstveröffentlichung: 5. September 2014                   |
| 2015 | Keiner kommt klar mit mir      | DE1 (4 Wo.)DE | AT4 (3 Wo.)AT | CH3 (4 Wo.)CH | Erstveröffentlichung: 6. Februar 2015; als Frank White    |
| 2015 | Weil die Straße nicht vergisst | DE2 (4 Wo.)DE | AT5 (3 Wo.)AT | CH5 (4 Wo.)CH | Erstveröffentlichung: 11. September 2015; als Frank White |
| 2016 | Vibe                           | DE1 (5 Wo.)DE | AT1 (4 Wo.)AT | CH1 (5 Wo.)CH | Erstveröffentlichung: 26. August 2016 über Apple Music    |
| 2018 | Flizzy                         | DE4 (5 Wo.)DE | AT2 (3 Wo.)AT | CH3 (3 Wo.)CH | Erstveröffentlichung: 23. März 2018                       |
| 2019 | Colucci                        | DE1 (7 Wo.)DE | AT2 (3 Wo.)AT | CH3 (4 Wo.)CH | Erstveröffentlichung: 29. März 2019                       |
| 2020 | Atlantis                       | DE1 (5 Wo.)DE | AT3 (4 Wo.)AT | CH5 (4 Wo.)CH | Erstveröffentlichung: 20. März 2020                       |
| 2021 | Widder                         | DE1 (4 Wo.)DE | AT2 (2 Wo.)AT | CH3 (2 Wo.)CH | Erstveröffentlichung: 26. März 2021                       |

## Filmografie
- 2010: Zeiten ändern dich

## Bibliografie
- Im Bus ganz hinten: Eine deutsche Geschichte (2011).

## Auszeichnungen
Hiphop.de Awards
- 2009: Bestes Video National für Eine Chance/Zu Gangsta (mit Bushido)[62]
- 2010: Bestes Video National für Berlins Most Wanted (mit Bushido & Kay One)[63]
- 2010: Beste Kollaboration für Berlins Most Wanted (mit Bushido & Kay One)[63]
- 2016: Bester Rap-Solo-Act National[64]
- 2018: Bestes Video National für Highlevel Ignoranz[65]